# U-95 (1940)
U-95 – niemiecki okręt podwodny (U-Boot) typu VII C z okresu II wojny światowej. Okręt wszedł do służby w 1940 roku, jedynym dowódcą był Kapitänleutnant Gerd Schreiber.

## Historia
Okręt został wcielony do 7. Flotylli celem treningu i zgrania załogi; od listopada 1940 roku jednostka bojowa.
Podczas 7 patroli bojowych zatopił osiem jednostek nieprzyjaciela o łącznej pojemności 28 415 BRT, uszkodził dalsze 4 (27 916 BRT).
U-95 został zatopiony 28 listopada 1941 roku na Morzu Śródziemnym przez holenderski okręt podwodny Hr.Ms. O 21. Zginęło 35 członków załogi, 12 – w tym dowódca – zdołało się uratować; zostali wzięci do niewoli przez okręt, który ich zatopił.